# Ябчанка
Ябча́нка (яблучанка) — охолоджений десерт з яблук, різновид пінників. Також — холодний фруктовий суп.

## Рецепти
Ябчанка-пінник

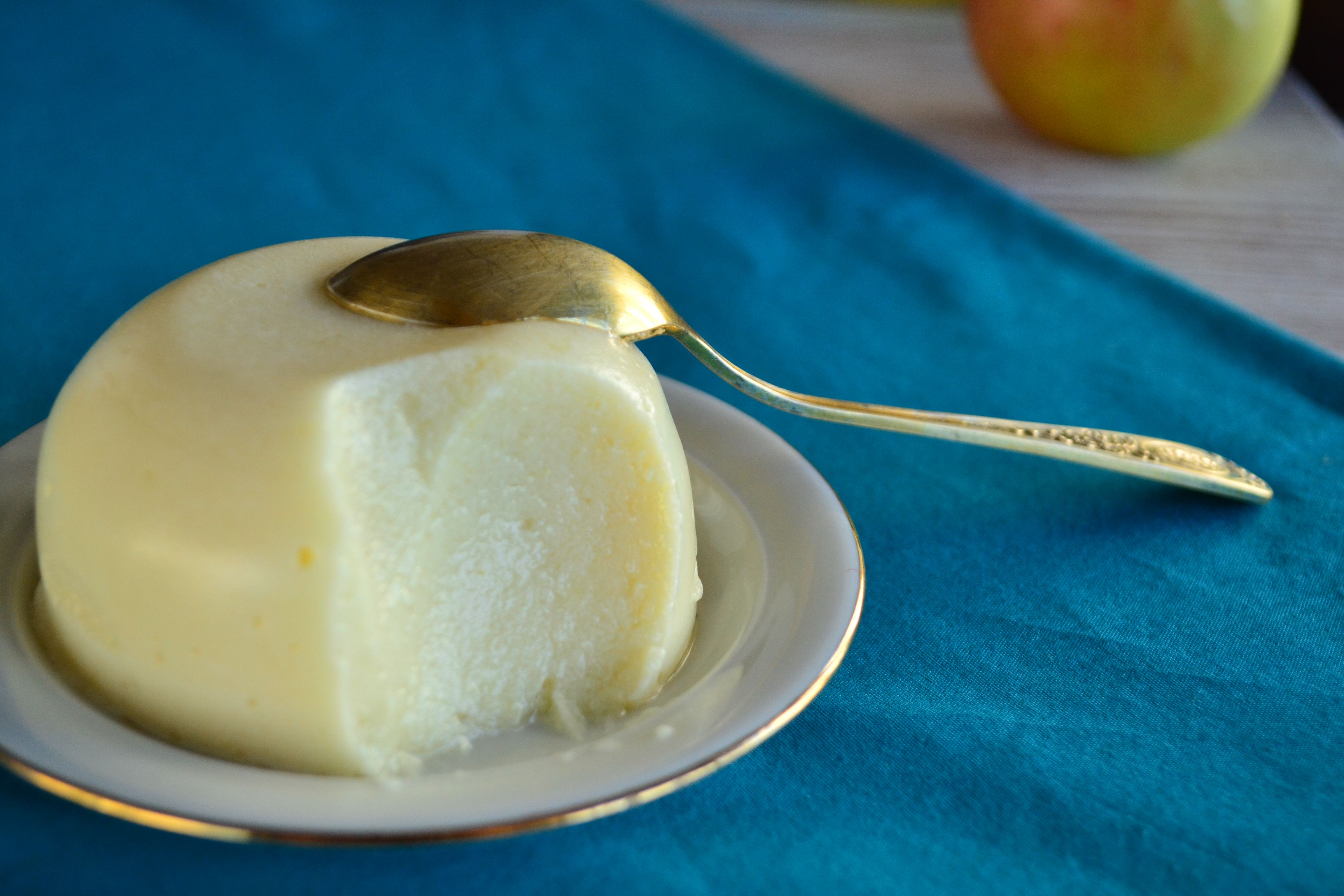
Сметанна ябчанка

Взяти пюре запечених яблук або яблучне повидло. Додати цукор за смаком і білки, у розрахунку 1 білок на ложку яблук. Після чого збивати доти, доки маса не побіліє і не загусне. Тоді викласти у форму і поставити у холодне місце. За смаком така страва схожа на зефір.

### Ябчанка сметанкова
Протерти на тертці 6-7 кисло-солодких яблук, додати чарку білого вина, змішати з двома склянками збитих вершків, або сметани. Поставити у холодне місце.
Ябчанка львівська

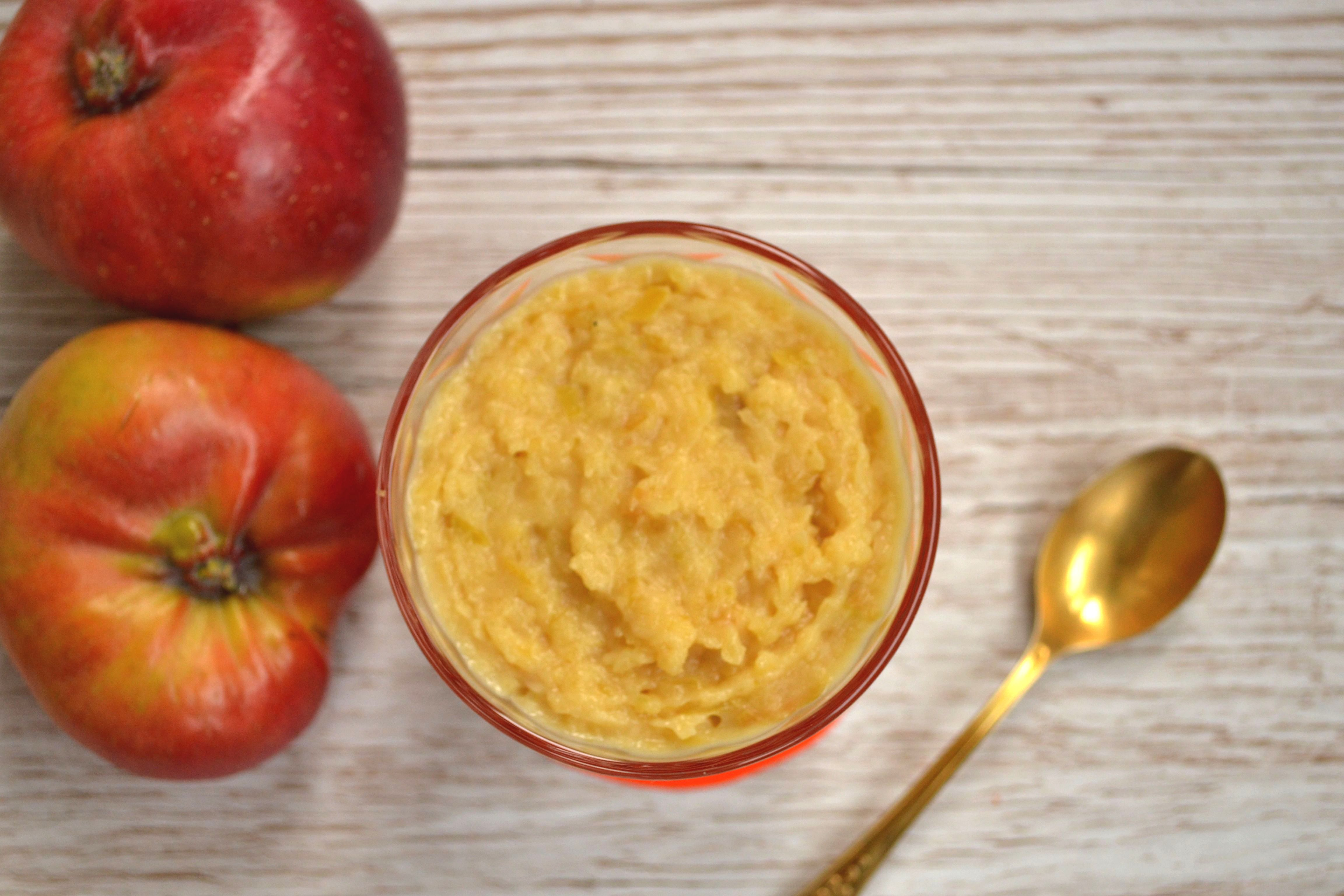
Ябчанка

Розварити яблука зі шкіркою в невеликій кількості води і перетерти через друшляк або сито. Долити трохи води, додати на смак цукру та довести до кипіння на малому вогні. Тим часом розбовтати в пів літрі молока або склянці сметани 2 ложки борошна, додати дрібку цинамону і ванільний цукор. Як закипить яблучна частина — долити молоко (сметану) з борошном і помішуючи дати закипіти. Вистудити. Подавати з цинамоном та грінками з білої булки.
Ябчанка крехівська
Готується так само, як Львівська, але замість сухариків до неї подається варена квасоля-яськи.